# Jacobi-Madden-Gleichung
Die Jacobi-Madden-Gleichung ist eine diophantische Gleichung der Form
{\displaystyle a^{4}+b^{4}+c^{4}+d^{4}=(a+b+c+d)^{4}} mit ganzzahligen {\displaystyle a,b,c,d\in \mathbb {Z} }
Diese Gleichung wurde erstmals vom Physiker Lee W. Jacobi und dem Mathematiker Daniel J. Madden im Jahr 2008 untersucht. Sie konnten zeigen, dass diese Gleichung unendlich viele nichttriviale Lösungen hat (alle Variablen sind ungleich Null).

## Geschichte
Der französische Mathematiker Pierre de Fermat formulierte im 17. Jahrhundert den Großen Fermatschen Satz, welcher besagt, dass die folgende Gleichung  für positive ganze Zahlen {\displaystyle a,b,c,n\in \mathbb {N} ,n>2} unlösbar ist:
{\displaystyle a^{n}+b^{n}=c^{n}}
Dieser Satz wurde im Jahr 1994 von Andrew Wiles bewiesen, aber schon Fermat konnte für den Fall {\displaystyle n=4} einen Beweis mit der Methode des Unendlichen Abstiegs liefern. Somit war schon im 17. Jahrhundert bekannt, dass die Gleichung
{\displaystyle a^{4}+b^{4}=c^{4}}
keine ganzzahlige nichttriviale Lösung hat (also mit {\displaystyle a,b,c\not =0}).
Im Jahr 1769 formulierte Leonhard Euler folgende Vermutung (die sogenannte Eulersche Vermutung): 
Es gibt keine positiven ganzzahligen Lösungen {\displaystyle a_{1},a_{2},\ldots ,a_{n}\in \mathbb {N} } der Gleichung {\displaystyle a_{1}^{n}+a_{2}^{n}+\dotsb +a_{n-1}^{n}=a_{n}^{n}} für {\displaystyle n\geq 3}.
Heruntergebrochen auf {\displaystyle n=4} bedeutet diese Vermutung:
{\displaystyle a^{4}+b^{4}+c^{4}=e^{4}} hat keine positiven ganzzahligen Lösungen {\displaystyle a,b,c,e\in \mathbb {N} }
Allerdings konnte Euler für diese Vermutung für {\displaystyle n\geq 4} weder einen Beweis noch ein Gegenbeispiel finden. Erst im Jahr 1966 wurde für {\displaystyle n=5} ein Gegenbeispiel entdeckt ({\displaystyle 27^{5}+84^{5}+110^{5}+133^{5}=144^{5}}), wodurch klar wurde, dass die Eulersche Vermutung falsch war. Im Jahr 1988 fand der damals 22-jährige Mathematiker Noam Elkies folgendes Gegenbeispiel für {\displaystyle n=4}:
{\displaystyle 2682440^{4}+15365639^{4}+18796760^{4}=20615673^{4}}
Noam Elkies konnte aber schon 1987 zeigen, dass es für {\displaystyle n=4} unendlich viele ganzzahlige Lösungen der Gleichung {\displaystyle a^{4}+b^{4}+c^{4}=e^{4}} geben muss. Auf der Suche nach der kleinsten Lösung dieser Gleichung stellte im Jahr 1988 der Mathematiker Roger Frye der Firma Thinking Machines Corporation nach 100 Stunden Computer-Laufzeit der Connection Machine fest, dass sie wie folgt lautet:
{\displaystyle 95800^{4}+217519^{4}+414560^{4}=422481^{4}}
Euler vermutete weiters, dass es möglich sein sollte, vier 4. Potenzen zu finden, deren Summe eine 4. Potenz ergibt. Tatsächlich wurde diese Vermutung aber erst im Jahr 1911 durch R. Norrie mit folgendem Zahlenbeispiel bewiesen:
{\displaystyle 30^{4}+120^{4}+272^{4}+315^{4}=353^{4}}
Die allgemeine Form dieser Gleichung lautet:
{\displaystyle a^{4}+b^{4}+c^{4}+d^{4}=e^{4}} mit ganzzahligen {\displaystyle a,b,c,d,e\in \mathbb {Z} }
Es wurden mittlerweile einige Lösungen dieser Gleichung gefunden. Aber erst im Jahr 2008 konnte Lee W. Jacobi und Daniel J. Madden zeigen, dass diese diophantische Gleichung unendlich viele positive ganzzahlige Lösungen hat.
Im Jahr 1964 entdeckte der Mathematiker Simcha Brudno, ein Überlebender des Konzentrationslagers Dachau, die erste aus mathematischen Gesichtspunkten besonders schöne Lösung dieser Gleichung:
{\displaystyle 955^{4}+1770^{4}+(-2634)^{4}+5400^{4}={\big (}955+1770+(-2634)+5400{\big )}^{4}\qquad (=5491^{4})}
Unabhängig davon fand Wroblewski ebenfalls um 1964 die folgende Lösung:
{\displaystyle 7590^{4}+(-31764)^{4}+27385^{4}+48150^{4}={\big (}7590+(-31764)+27385+48150{\big )}^{4}\qquad (=51361^{4})}
Somit wurden die ersten beiden Lösung eines Spezialfalls der Gleichung {\displaystyle a^{4}+b^{4}+c^{4}+d^{4}=e^{4}} gefunden. Weil Jacobi und Madden zeigen konnten, dass diese Gleichung unendlich viele nichttriviale Lösungen hat (alle Variablen sind ungleich Null), nennt man diesen Spezialfall Jacobi-Madden-Gleichung, welcher folgende Gestalt hat:
{\displaystyle a^{4}+b^{4}+c^{4}+d^{4}=(a+b+c+d)^{4}} mit ganzzahligen {\displaystyle a,b,c,d\in \mathbb {Z} }

## Ermittlung von unendlich vielen Lösungen aus zwei Lösungen der Jacobi-Madden-Gleichung
Um aus zwei einzelnen Lösungen der Jacobi-Madden-Gleichung unendlich viele Lösungen dieser Gleichung zu ermitteln, entwickelte Jacobi und Madden folgende Methode, die hier kurz angerissen wird:
Man startet mit der Jacobi-Madden-Gleichung
{\displaystyle a^{4}+b^{4}+c^{4}+d^{4}=(a+b+c+d)^{4}}
und der folgenden Identität:
{\displaystyle a^{4}+b^{4}+(a+b)^{4}=2\cdot (a^{2}+ab+b^{2})^{2}}
Beweis dieser Identität:
Folgende Umformungen sind notwendig, um diese Identität zu beweisen:
{\displaystyle {\begin{array}{rcl}a^{4}+b^{4}+(a+b)^{4}&=&a^{4}+b^{4}+(a^{4}+4a^{3}b+6a^{2}b^{2}+4ab^{3}+b^{4})\\&=&2\cdot (a^{4}+2a^{3}b+3a^{2}b^{2}+2ab^{3}+b^{4})\\&=&2\cdot {\big (}(a^{2})^{2}+2\cdot a^{2}\cdot ab+2\cdot a^{2}\cdot b^{2}+2\cdot ab\cdot b^{2}+(ab)^{2}+(b^{2})^{2}{\big )}\\&=&2\cdot (a^{2}+ab+b^{2})^{2}\end{array}}}
Womit diese Identität bewiesen werden konnte. {\displaystyle \Box }
Addiert man zur Jacobi-Madden-Gleichung auf beiden Seiten den Ausdruck {\displaystyle (a+b)^{4}+(c+d)^{4}}, so erhält man:
{\displaystyle {\big (}a^{4}+b^{4}+(a+b)^{4}{\big )}+{\big (}c^{4}+d^{4}+(c+d)^{4}{\big )}=(a+b)^{4}+(c+d)^{4}+(a+b+c+d)^{4}}
Nun wendet man obige Identität links zwei Mal und rechts ein Mal an:
{\displaystyle 2\cdot (a^{2}+ab+b^{2})^{2}+2\cdot (c^{2}+cd+d^{2})^{2}=2\cdot {\big (}(a+b)^{2}+(a+b)(c+d)+(c+d)^{2}{\big )}^{2}}
Dividiert man diese Gleichung durch {\displaystyle 2}, so erhält man
{\displaystyle (a^{2}+ab+b^{2})^{2}+(c^{2}+cd+d^{2})^{2}={\big (}(a+b)^{2}+(a+b)(c+d)+(c+d)^{2}{\big )}^{2}}
Dies ist aber eine Gleichung der Form {\displaystyle A^{2}+B^{2}=C^{2}} mit {\displaystyle A=a^{2}+ab+b^{2}}, {\displaystyle B=c^{2}+cd+d^{2}} und {\displaystyle C=(a+b)^{2}+(a+b)(c+d)+(c+d)^{2}} und es handelt sich somit, weil man nur an ganzzahligen Lösungen interessiert ist, um ein Pythagoreisches Tripel.
Jacobi und Madden haben nun mittels der beiden damals schon bekannten Lösungen der Jacobi-Madden-Gleichung, nämlich {\displaystyle (a,b,c,d)=(955,-2634,1770,5400)} von Brudno bzw. {\displaystyle (a,b,c,d)=(7590,-31764,27385,48150)} von Wroblewski zwei Pythagoreische Tripel errechnet, nämlich {\displaystyle (A,B,C)=(5334511,41850900,42189511)} und {\displaystyle (A,B,C)=(825471036,4386948475,4463935411)}. Mit jeder dieser beiden Lösungen und mit der Methode der elliptischen Kurven haben sie gezeigt, dass man unendlich viele weitere ganzzahlige Lösungen der Jacobi-Madden-Gleichung konstruieren kann, die allesamt ungleich Null sind.

## Weitere Minimallösungen der Jacobi-Madden-Gleichung
Da man aus jeder ganzzahligen Lösung der Jacobi-Madden-Gleichung unendlich viele weitere Lösungen konstruieren kann, sind vor allem sogenannte Minimallösungen interessant, die man nicht aus schon bekannten Lösungen errechnen kann. Neben den beiden schon erwähnten ganzzahligen Minimallösungen der Jacobi-Madden-Gleichung:
{\displaystyle 955^{4}+1770^{4}+(-2634)^{4}+5400^{4}={\big (}955+1770+(-2634)+5400{\big )}^{4}\qquad (=5491^{4})}
{\displaystyle 7590^{4}+(-31764)^{4}+27385^{4}+48150^{4}={\big (}7590+(-31764)+27385+48150{\big )}^{4}\qquad (=51361^{4})}
gab der Mathematiker Seiji Tomita im August 2015 zwei weitere Minimallösungen der Jacobi-Madden-Gleichung bekannt:
{\displaystyle 1229559^{4}+(-1022230)^{4}+1984340^{4}+(-107110)^{4}={\big (}1229559-1022230+1984340-107110{\big )}^{4}\qquad (=2084559^{4})}
{\displaystyle 561760^{4}+1493309^{4}+3597130^{4}+(-1953890)^{4}={\big (}561760+1493309+3597130-1953890{\big )}^{4}\qquad (=3698309^{4})}